# Колінковецька сільська рада
Колінкове́цька сільська́ ра́да — адміністративно-територіальна одиниця та орган місцевого самоврядування в Хотинському районі Чернівецької області. Адміністративний центр — село Колінківці.

## Загальні відомості
- Населення ради: 5 245 осіб (станом на 2001 рік)

## Населені пункти
Сільській раді були підпорядковані населені пункти:
- с. Колінківці

## Склад ради
Рада складалася з 26 депутатів та голови.
- Голова ради: Мельник Дмитро Іванович
- Секретар ради: Урсул Людмила Миколаївна

### Керівний склад попередніх скликань
| Прізвище, ім'я, по батькові | Основні відомості                                                                                   | Дата обрання | Дата звільнення |
| --------------------------- | --------------------------------------------------------------------------------------------------- | ------------ | --------------- |
| Мельник Дмитро Іванович     | Сільський голова, 1961 року народження, освіта середня загальна, член Соціалістичної партії України | 26.03.2006   | 31.10.2010      |
| Мельник Дмитро Іванович     | Сільський голова, 1961 року народження, освіта середня загальна, безпартійний                       | 31.10.2010   |                 |

Примітка: таблиця складена за даними сайту Верховної Ради України

### Депутати
За результатами місцевих виборів 2010 року депутатами ради стали:

#### За суб'єктами висування
| Суб'єкт висування | Кількість обраних депутатів | %    |
| ----------------- | --------------------------- | ---- |
| Самовисування     | 18                          | 69,2 |
| Партія регіонів   | 8                           | 30,8 |

#### За округами
| № округу        | Прізвище, ім'я, по батькові  | Дата визнання обраним | Освіта  | Партійна приналежність | Відомості про обраного депутата                   |
| --------------- | ---------------------------- | --------------------- | ------- | ---------------------- | ------------------------------------------------- |
| Партія регіонів |                              |                       |         |                        |                                                   |
| 2               | Сергієнко Ніна Миколаївна    | 31.10.2010            | вища    | позапартійна           | Колінковецька сільська рада, секретар             |
| 6               | Карбунар Василь Михайлович   | 31.10.2010            | вища    | позапартійний          | Колінковецьке лісництво, лісник                   |
| 11              | Лесінський Віктор Матвійович | 31.10.2010            | вища    | позапартійний          | Колінковецький НВК, вчитель                       |
| 14              | Сергієнко Альона Миколаївна  | 31.10.2010            | вища    | позапартійна           | Колінковецька сільська рада, діловод              |
| 17              | Руснак Анатолій Іванович     | 31.10.2010            | середня | позапартійний          | приватний підприємець                             |
| 18              | Постолатій Михайло Антонович | 31.10.2010            | вища    | позапартійний          | пенсіонер                                         |
| 21              | Липко Володимир Григорович   | 31.10.2010            | середня | позапартійний          | приватний підприємець                             |
| 23              | Павленчук Віктор Миколайович | 31.10.2010            | вища    | позапартійний          | тимчасово не працює                               |
| Самовисування   |                              |                       |         |                        |                                                   |
| 1               | Майкан Василь Дмитрович      | 31.10.2010            | середня | позапартійний          | пенсіонер                                         |
| 3               | Урсул Людмила Миколаївна     | 31.10.2010            | вища    | позапартійна           | тимчасово не працює                               |
| 4               | Маланчук Микола Федорович    | 31.10.2010            | середня | позапартійний          | пенсіонер                                         |
| 5               | Паска Анатолій Іванович      | 31.10.2010            | середня | позапартійний          | тимчасово не працює                               |
| 7               | Балан В'ячеслав Іванович     | 31.10.2010            | середня | позапартійний          | приватний підприємець                             |
| 8               | Ротарь Тамара Дмитрівна      | 31.10.2010            | середня | позапартійна           | Лікарня швидкої медичної допомоги, медична сестра |
| 9               | Орошан Василь Іванович       | 31.10.2010            | середня | позапартійний          | Колінковецька сільська рада, черговий             |
| 10              | Унгуляк Марія Миколаївна     | 31.10.2010            | середня | позапартійна           | тимчасово не працює                               |
| 12              | Хабуля Віктор Володимирович  | 31.10.2010            | вища    | позапартійний          | тимчасово не працює                               |
| 13              | Білоокий Вячеслав Григорович | 31.10.2010            | середня | позапартійний          | приватний підприємець                             |
| 15              | Аксентій Микола Миколайович  | 31.10.2010            | середня | позапартійний          | тимчасово не працює                               |
| 16              | Снігуряк Микола Михайлович   | 31.10.2010            | середня | позапартійний          |                                                   |
| 19              | Руснак Віоріка Георгіївна    | 31.10.2010            | вища    | позапартійна           | Колінковецький ДНЗ, завідувачка                   |
| 20              | Боянецький Іван Дмитрович    | 31.10.2010            | вища    | позапартійний          | приватний підприємець                             |
| 22              | Григорян Василь Петрович     | 31.10.2010            | середня | позапартійний          | тимчасово не працює                               |
| 24              | Пріпа Микола Петрович        | 31.10.2010            | середня | позапартійний          | Колінковецька сільська рада, черговий             |
| 25              | Німець Віктор Дмитрович      | 31.10.2010            | вища    | позапартійний          | Колінковецький НВК, вчитель                       |
| 26              | Гелич Іван Миколайович       | 31.10.2010            | середня | позапартійний          | Колінковецький НВК, завгосп                       |